# 韓志煥
韓志煥（ハン・ジファン、朝鮮語:한지환、1984年10月28日 - ）は、韓国の人権活動家兼市民運動家で、男性主義活動家である。2000年代の初めから男女共同兵役推進運動を展開し、女性割当制反対運動、韓国国軍の軍加算点廃止反対運動などを行う。男女共同兵役義務論を主張している。

## 生涯
韓志煥は1984年10月28日ソウル陽川区木洞で生まれ、ソウル城東小学校、広陽中学校、広南高等学校等を卒業した。2004年崇実大学校法科大学に進学したが、2005年休学、史学科に転科して卒業した。2001年10月から韓国の世論では、フェミニストたちによって韓国男性の兵役経験者の軍加算点廃止の議論がなされ、それに対して彼は、成在基、鄭菜基らと共に軍加算点廃止反対の活動をしている。
2002年から男女共同兵役義務運動を主導し、2003年には男女共同兵役推進委員会の代表を務めた。2009年の朝鮮日報とのインタビューで、彼は男たちが軍隊に送られることは男女差別的な発想から来るものであり、家父長制の産物だと批判した。それによると、"（南北）分断という現実のために徴兵制が存在する現状で、なぜ男性（だけ）がその義務を負わなければならないのか疑問を抱かざるを得ない。それは "男性は女性を支配し、保護しなければならない"という家父長制イデオロギーの産物である。"と指摘した。彼はオーマイニュース、フェミニズム言論文化未来IFニュースなどでもフェミニストたちと議論をした。
2000年代以降、インターネット上で女性が一方的弱者と呼ばれる韓国において、フェミニストたちの主張と韓国政府の女性優遇政策、女性特惠政策に反対する活動をしている。彼は家父長制を批判し、2004年から2005年1月までは鄭菜基などとともに、戸主制廃止運動に参加した。

## 著書
- "フェミニズムの男性学科男性運動"（2007）、鄭菜基外共著

## 関連リンク
- 이젠 남성학에 대해 이야기할 차례다 세계일보 2007.07.13 （朝鮮語）
- 절름발이 페미니즘과 성별 이데올로기 덕성여대신문 2010.01.05 （朝鮮語）
- 남자들은 모른다고? 여자들이 모르는 것도 많아! 조선일보 2007.07.17 （朝鮮語）
- [언니 페미니즘] 남성들이 보내는 편지 경향신문 2007-07-12 （朝鮮語）
- 남성권익운동, 필요惡 논란만 키웠다 아시아경제 2013.07.31 （朝鮮語）
- [자유여론] 시간과 인력을 낭비한 절름발이 여론조사 - 한지환(법학ㆍ2) 숭실대학보 981호 2008.10.14 （朝鮮語）